# Contamana
Contamana (del shipibo Kunta Mana, 'cerro de palmeras') es una ciudad del oriente peruano, capital del distrito homónimo y a su vez de la provincia del Ucayali en el departamento de Loreto.
Aunque el primer pueblo de Contamana fue fundado en otro sitio diferente al de su ubicación actual,se considera su fundación en 1807 por el religioso Francisco Buenaventura Márquez, esto según la Historia de las Misiones de Ucayali; sin embargo, según la obra Gobernaciones Diversas y Rupa Rupa, en el capítulo Misiones en el Ucayali, remarca que en el Juicio de Límites entre Perú y Bolivia, este pasaje de la historia es tomado como prueba peruana que presentó el canciller Víctor Manuel Maúrtua, abogado y plenipotenciario del Perú ante el Gobierno Argentino. Maúrtua señala como fecha de creación el año 1808.

## Historia
En 1808, debido a que los shipibos no podían interactuar con los shetebos y conibos, por ser enemigos irreconciliables, se fundó en el río Pisqui, el pueblo de San Luis de Charasmana, entre los paralelos 8°15' y 302°02'. Pero, esta población por estar distante de las demás, permitió la idea de crear un pueblo intermedio que sirviera de tránsito y enlace, por lo que en 1811, se fundó el pueblo de San Buenaventura de Contamana entre los 7°13' de latitud sur y los 302°37' de longitud, que en realidad corresponde a los 75°32'45" de longitud oeste del meridiano de Greenwich.
El 10 de octubre de 1900, los representantes por Loreto señores, Julio Abel Raygada y Clemente Salazar, presentaron ante sus respectivas Cámaras el Proyecto de Creación de la nueva provincia de Ucayali, con su Capital Contamana. El referido proyecto fue aprobado por el Congreso, traduciéndose en Ley con fecha 13 de octubre del mismo año.
El 27 de marzo de 1901, se instaló la Provincia, en presencia del Prefecto del Departamento de Loreto, coronel Teobaldo Gonzáles; el diputado, Julio Abel Raygada; el primer Subprefecto de la Provincia, Eleazar Portal y el Primer Alcalde del Concejo Provincial, Eulogio Ubillúz.
En el curso del año 1901, Contamana, ya capital de la provincia de Ucayali, acrecienta su auge, mejora su aspecto urbano, se establecen nuevas casas comerciales y se construye la iglesia católica bajo la dirección de su primer párroco Descalzo Agustín Alemany.

## Lugares turísticos
Entre ellos destacan:
La Colpa de los Guacamayos, las saludables aguas termales, las cataratas, los grandes espejos de agua, las comunidades indígenas chipivo y el gran cementerio de fardos funerarios enterrados en vasijas de barro de San Salvador.

## Personalidades destacadas
- Alfredo Vargas Guerra (1910-1933), soldado, héroe de la guerra contra Colombia, caído en Güeppi.[7]
- Francisco Odicio Román (1906-1990), periodista, político y escritor, autor del libro Mitos y leyendas (1969).[8]

## Clima
| Parámetros climáticos promedio de Contamana | Parámetros climáticos promedio de Contamana | Parámetros climáticos promedio de Contamana | Parámetros climáticos promedio de Contamana | Parámetros climáticos promedio de Contamana | Parámetros climáticos promedio de Contamana | Parámetros climáticos promedio de Contamana | Parámetros climáticos promedio de Contamana | Parámetros climáticos promedio de Contamana | Parámetros climáticos promedio de Contamana | Parámetros climáticos promedio de Contamana | Parámetros climáticos promedio de Contamana | Parámetros climáticos promedio de Contamana | Parámetros climáticos promedio de Contamana |
| Mes                                         | Ene.                                        | Feb.                                        | Mar.                                        | Abr.                                        | May.                                        | Jun.                                        | Jul.                                        | Ago.                                        | Sep.                                        | Oct.                                        | Nov.                                        | Dic.                                        | Anual                                       |
| ------------------------------------------- | ------------------------------------------- | ------------------------------------------- | ------------------------------------------- | ------------------------------------------- | ------------------------------------------- | ------------------------------------------- | ------------------------------------------- | ------------------------------------------- | ------------------------------------------- | ------------------------------------------- | ------------------------------------------- | ------------------------------------------- | ------------------------------------------- |
| Temp. máx. media (°C)                       | 33                                          | 32.4                                        | 32.5                                        | 31.9                                        | 31.9                                        | 31.9                                        | 32.2                                        | 33.3                                        | 33.8                                        | 33.4                                        | 32.9                                        | 32.9                                        | 32.7                                        |
| Temp. media (°C)                            | 27.4                                        | 26.9                                        | 27                                          | 26.7                                        | 26.3                                        | 26                                          | 25.8                                        | 26.6                                        | 27.3                                        | 27.4                                        | 27.1                                        | 27.4                                        | 26.8                                        |
| Temp. mín. media (°C)                       | 21.8                                        | 21.5                                        | 21.5                                        | 21.5                                        | 20.8                                        | 20.1                                        | 19.5                                        | 20                                          | 20.9                                        | 21.4                                        | 21.4                                        | 21.9                                        | 21                                          |
| Fuente: climate-data.org                    |                                             |                                             |                                             |                                             |                                             |                                             |                                             |                                             |                                             |                                             |                                             |                                             |                                             |